# ۲سی ۲۱۵
۲سی ۲۱۵ (به انگلیسی: 2si 215) یک موتور هواپیما محصول کارخانهٔ ۲سی در کشور ایالات متحده آمریکا است . 